# Жары (Житомирская область)
Жары́ (укр. Жари) — село на Украине, основано в 1807 году, находится в Барановском районе Житомирской области.
Код КОАТУУ — 1820682001. Население по переписи 2001 года составляет 379 человек. Почтовый индекс — 12740. Телефонный код — 4144. Занимает площадь 24,637 км².

## Адрес местного совета
12740, Житомирская область, Барановский р-н, с.Жары